# Bonze Adventure
Bonze Adventure, in originale Jigoku Meguri (地獄めぐり? lett. "Giro dell'inferno"), è un gioco platform sviluppato e pubblicato da Taito nel 1988 in versione arcade. Si impersona un piccolo monaco buddista armato di piccole bolle colorate. Contiene molti riferimenti alla mitologia giapponese e allo Shintoismo, infatti alcuni personaggi da sconfiggere sono Kappa, Oni e Tsukumogami.
Ebbe un'unica conversione per la console PC Engine ed è stato incluso anni più tardi nella raccolta Taito Legends 2, uscita nel 2006 su Xbox, PlayStation 2 e PC.

## Storia
Emma, il re degli inferi, è impazzito ed ha portato il suo dominio nel caos. Solo il monaco buddista Kackremboh può risolvere il problema. La missione è di sbarazzarsi dello spirito maligno di Emma e annientare tutti i suoi seguaci. Alla fine dopo aver sconfitto Emma, apparirà Buddha che dirà: "Hai fatto molto bene, Emma il re è rinsavito e l'ordine degli inferi è stato restaurato. Ora posso tornare a dormire in pace. Faresti meglio a tornare al tuo mondo, addio Kackremboh figlio del drago divino".

## Modalità di gioco
L'azione si svolge su sette livelli abbastanza vasti, e il monaco ha come arma a disposizione dei grani da rosario buddista lanciabili, che appaiono come bolle colorate a potenza incrementabile. Le bolle rosse hanno effetto di fuoco, quelle blu di acqua, le verdi di terra e le viola del fulmine; ogni nemico è più sensibile ai colpi del colore delle bolle rispetto alla sua tipologia. Si ha un tempo limite per ogni livello, rappresentato da dieci candele che si spengono un po' alla volta. In questo videogame, rispetto al trend dell'epoca, non ci sono i classici boss di fine livello tranne che per il primo in cui si affronta un Oni e la fine dove si troverà il malvagio Emma. In alcuni casi si può raccogliere un bonus, una statua di una divinità, che dona l'invincibilità temporanea (una barriera appare sul monaco).